# Armando Calderón Sol
Armando Calderón Sol (* 24. Juni 1948 in San Salvador, El Salvador; † 9. Oktober 2017 in Houston, Texas) war von 1994 bis 1999 Präsident von El Salvador. Er war Mitglied der Alianza Republicana Nacionalista (ARENA).

## Leben

### Herkunft
Die Familie Calderón prägte die Geschichte El Salvadors. Der Großvater von Armando Calderón Sol war Divisionsgeneral José Tomas Calderón (alias Chaquetilla), der Befehlshaber beim Ethnozid im Westen El Salvadors 1932.
1981 traf sich Roberto D’Aubuisson Arrieta im Haus von Calderón mit Mitgliedern einer Todesschwadron, um die Entführung des Eigentümers der Procesadora de Acero de El Salvador (PROACES), Emilio Charur zu besprechen.

### Rechtsanwalt
Calderón promovierte 1977 über Organización, fiscalización y financiamiento de los entes autónomos zum Dr. jur. soz. Er betrieb eine Anwaltskanzlei und war im September 1981 eines der Gründungsmitglieder von ARENA. 1988–1994 war er Bürgermeister von San Salvador. Calderón war Mitglied im ersten Consejo Ejecutivo Nacional de ARENA (COENA) als Direktor für Rechtsangelegenheiten. Bei den Präsidentschaftswahlen 1994 erreichte er, nach den Wahlen vom 20. März, im zweiten Wahlgang am 24. April 1994 die Mehrheit der abgegebenen Stimmen. Gegenkandidat war Ruben Zamora, welcher von einer Koalition aus FMLN und Convergència Democràtica (CD) unterstützt wurde.

### Regierungstätigkeit
Calderón trat sein Präsidentenamt am 1. Juni 1994 an. In seiner Amtsperiode waren Forderungen aus den Friedensvereinbarungen von Chapultepec umzusetzen. Dazu gehörte die Aufstellung der Policía Nacional Civil, eines Organs der inneren Sicherheit, welches exklusiv für die innere Sicherheit zuständig sein und sich von den Menschenrechtsverletzungen der bisher auch im Inneren eingesetzten Truppen wie: Policía Nacional, Policía de Hacienda, batallón de Infantería de reacción inmediata („BIRI“) oder Guardia Nacional unterscheiden sollte.

### Wirtschaftspolitik der Weltbank made in El Salvador
Als zweiter Präsident El Salvadors, den die Partei der Todesschwadronen ARENA ins Amt brachte, nahm Calderón Teile des neoliberalen Wirtschaftsprogrammes, welches der ARENA zur Unterstützung durch die US-Regierung verhalf, mit Privatisierungen in Angriff. Zu Calderóns wirtschaftspolitischen Beratern gehörten Juan José Daboub und Manuel Enrique Hinds. José Daboub entbündelte das staatliche Strommonopol bei Compañía de Alumbrado Eléctrico de San Salvador (CAESS) und der Comisión Ejecutiva Hidroeléctrica del Río Lempa (CEL), um ein privates Stromverteilungsmonopol zu schaffen. Daboub wurde anschließend Manager der staatlichen Telefongesellschaft ANTEL und zerschlug diese Institution. Manuel Enrique Hinds war ebenfalls bei der Weltbank beschäftigt, propagierte eine wirtschaftliche Integration El Salvadors in Nordamerika und einen festen Wechselkurs Colon-United States Dollar. Eine weitere Beute der Neoliberalen waren die staatlichen Zwangsversicherungen, wie die Pensionsfonds. Mit diesen wurde der Banco Cuscatlán, deren Anteilseigner der Präsidentenamtsvorgänger ARENERO Alfredo Cristiani Burkard ist, ein Schnäppchen beschert.

### Wirtschaftliche Impulse
Der Finanzmarkt bekam Impulse durch die Aufdeckung eines großangelegten Betruges. Roberto Mathies Hill, ein prominenter Unterstützer von ARENA, wurde festgenommen, weil er Mittel der Finanzdienstleister Finsepro und Insepro veruntreut hatte, um Firmen in seinem Eigentum, welche am Rand des Bankrotts waren, zu stützen. Ungefähr 1.400 Anleger waren betrogen worden. Die Verluste wurden auf 113 Millionen US-Dollar berechnet. Die Finanzaufsicht wurde entlassen, da sie den Betrug nicht früher aufgedeckt hatte, und das FBI wurde eingeschaltet, um eine mögliche Geldwäsche zu untersuchen.

### Impuesto sobre el Valor Añadido
Unter der Regierung Calderón wurde die Mehrwertsteuer impuesto sobre el valor añadido (IVA) auf Konsumgüter von 10 auf 13 % angehoben. So finanzierte sich der Staat über alle, zum großen Teil armen, Bevölkerungsteile.

### Hurrikan Mitch
Die tradierte wie auch die neoliberale Wirtschaftspolitik führten dazu, dass große Bevölkerungsteile der Natur schutzlos ausgesetzt waren. Naturereignisse, wie der während der Amtszeit von Calderón vom 22. Oktober bis zum 8. November 1998 über das Land gezogene Hurrikan Mitch, richteten materielle Schäden an und forderten auch zahlreiche Menschenleben.

### Wahl ins Zentralamerikanische Parlament
Nachdem er sein Präsidentenamt am 1. Juni 1999 an den vorherigen Unternehmerverbandspräsidenten Francisco Flores Pérez übergeben hatte, wurde Calderón Sol ins Zentralamerikanische Parlament gewählt.